# Prognathodes aya
Prognathodes aya är en fiskart som först beskrevs av Jordan, 1886.  Prognathodes aya ingår i släktet Prognathodes och familjen Chaetodontidae. IUCN kategoriserar arten globalt som livskraftig. Inga underarter finns listade i Catalogue of Life.